# Randy Smyth
Randy Smyth, né Randolph L. Smyth le 7 juillet 1954 à Pasadena, est un skipper américain.
Spécialiste du multicoque, il a remporté deux médailles d'argent olympiques et a remporté d'innombrables titres nationaux et internationaux.

## Carrière
Lors des Jeux olympiques d'été de 1984, Randy Smyth terminé à la 2e place en Torado avec son coéquipier Jay Glaser.
Il navigue pour Stars & Stripes (en) durant la Coupe de l'America 1988 (en).
Aux Jeux olympiques d'été de 1992, le skipper américain termine à la 2e place en Torado avec son c-skipper Keith Notary.
Il est six fois vainqueur du Worrell 1000 (en), une course de 1000 milles sur la côte est des États-Unis, en 12 étapes ou plus. La course, disputée des voiliers de 16 à 20 pieds, oblige les concurrents à naviguer loin des plages, à travers les vagues et à revenir sur la côte à la fin de chaque journée de navigation. Randy Smyth remporte l'épreuve en 1985, 1989, 1997, 1998, 1999 et 2000. En 2022, le navigateur participe de nouveau au Worrell 1000, sous la bannière de l'équipe Rudee et remporte plusieurs étapes de la compétition,.
Randy Smyth concourt à plusieurs reprises lors de la Hobie Alter Cup, une compétition conçue pour déterminer le champion national américain du multicoque, et organisée par l'US Sailing, la fédération sportive qui supervise la voile amateur et olympique aux États-Unis. La compétition a lieu chaque année depuis 1987. Le navigateur américain remporte le trophée 5 fois, en 1990, 1993, 1995, 1998 et en 2018 à l'âge de 64 ans.
Le marin est également consultant en voile et skipper pour les films hollywoodiens WaterWorld avec Kevin Costner et The Thomas Crowne Affair avec Pierce Brosnan. Les deux films présentent des voiliers maxi-multicoques de plus de 60 pieds de long, qui sont des bateaux extrêmement performants qui nécessitent un barreur expérimenté pour naviguer en toute sécurité.
Il est impliqué dans de nouveaux projets de multicoques utilisant des hydroptères. Le plus récent mesure 53 pieds de long et est construit à Rhode Island.
Randy Smyth est intronisé au National Sailing Hall of Fame (en) en 2017.